# Crew Dragon Pad Abort Test
O Crew Dragon Pad Abort Test (oficialmente conhecido como SpaceX Pad Abort Test) foi um voo experimental conduzido pela SpaceX no dia 6 de maio de 2015 no Cape Canaveral Space Launch Complex 40, Estação da Força Aérea de Cabo Canaveral, Flórida. Como parte do desenvolvimento do Programa de Tripulações Comerciais da NASA, o teste demonstrou a capacidade de aborto da espaçonave, verificando a capacidade dos propulsores SuperDraco de afastarem a cápsula do foguete enquanto ainda no chão. Foi um dos voos de aborto experimentais realizados pela SpaceX, com o outro sendo o Dragon 2 In-Flight Abort Test, realizado no dia 19 de janeiro de 2020.

## História
O voo foi um dos quatro testes do prêmio CCICap dado à SpaceX em 2012. A cápsula tinha 270 sensores, um boneco de teste e pesos para simular um voo tripulado.
O veículo decolou por volta das 13:00 do dia 6 de maio de 2015 (UTC). Após atingir uma altitude máxima de 1,187 metros, pouco menos do esperado, a Dragon ejetou sua traseira cerca de 21 segundos após o lançamento. A Dragon então liberou tanto o paraquedas drogue e os três principais, como esperado. O veículo aterrissou como esperado ao leste da plataforma de lançamento, no Oceano Atlântico, 99 segundos após a decolagem e cerca de 8 segundos antes do planejado. Era esperado que o pouso fosse a 2,3 quilômetros da plataforma, mas foi mais próximo da costa do que era esperado. A leve má performance foi conectada com um problema na proporção da mistura do combustível depois do voo em um dos motores SuperDraco, mas não afetou o voo propriamente dito.
A cápsula C200, chamada de DragonFly, deveria ser usada num experimento de abortagem no decorrer do voo esperado para depois dessa missão. Entretanto, a SpaceX e a NASA decidiram usar a cápsula utilizada no Demo-1, já que houve mudanças no projeto após a construção do DragonFly. Entretanto, já que essa cápsula foi destruída, a SpaceX usou aquela planejada para o Demo-2.